# KNVB Beker 1970/71
De 53ste editie van de KNVB Beker kende Ajax als winnaar. Het was de zesde keer dat de club de beker in ontvangst nam. Ajax versloeg Sparta in de finale.

## Eerste ronde
| Datum            | Wedstrijd                     | Uitslag                    | Scoreverloop |
| ---------------- | ----------------------------- | -------------------------- | --- |
| 15 augustus 1970 | De Graafschap – NOAD          | 2 – 3 n.v. (1 – 1) (0 – 1) | 32' Theo Netten 0-1, 57' Sietze Veen 1-1, 97' Bart Stovers 1-2, 98' Karel Melaard 2-2, 112' Piet van Dijk 2-3 |
| 15 augustus 1970 | Roda JC – N.E.C.              | 0 – 1 (0 – 1)              | 35' Jürgen Jendrossek 0-1 |
| 15 augustus 1970 | Volendam – Heracles           | 1 – 2 (1 – 2)              | 6' Meeuwis Majoor 1-0, 21' Guus Hoevenberg 1-1, 28' Joop Leidekker 1-2 |
| 16 augustus 1970 | AGOVV – Feijenoord            | 0 – 5 (0 – 4)              | 4' Ove Kindvall 0-1, 9' Henk Wery 0-2, 14' Willem van Hanegem 0-3, 26' Ove Kindvall 0-4, 80' Joop van Daele 0-5 |
| 16 augustus 1970 | AZ '67- Helmond Sport         | 2 – 0 (2 – 0)              | 32' Wim de Jager 1-0, 35' Wim de Jager 2-0 |
| 16 augustus 1970 | SC Cambuur – EDO              | 3 – 1 (2 – 0)              | 24' Albert (Pier) Alma 1-0, 40' Gerard Lippold (pen) 2-0, 57' Theo Koenekoop 2-1, 72' Uiltje (Koko) Hoekstra 3-1 |
| 16 augustus 1970 | FC Den Bosch '67 – Heerenveen | 2 – 0 (1 – 0)              | 1' Gerd Schunck 1-0, 67' Gerd Schunck 2-0 |
| 16 augustus 1970 | D.F.C. – Haarlem              | 0 – 1 n.v.                 | 102' Cees de Wolf 0-1 |
| 16 augustus 1970 | DWS – Baronie                 | 2 – 0 (1 – 0)              | 23' Finn Seemann (pen) 1-0, 89' Karel Bonsink 2-0 |
| 16 augustus 1970 | Excelsior – Fortuna Vl        | 1 – 0 n.v.                 | 113' Theo van Toledo 1-0 |
| 16 augustus 1970 | Fortuna SC – NAC              | 1 – 0 (0 – 0)              | 83' Harry Heuts 1-0 |
| 16 augustus 1970 | Go Ahead – Veendam            | 9 – 2 (4 – 2)              | 4' Ruud Geels 1-0, 20' Jan Blijham 1-1, 28' Bennie Specken (pen) 1-2, 36' Ruud Geels 2-2, 40' Dick Beek 3-2, 44' Gerrie de Winkel 4-2, 46' Dick Beek 5-2, 67' Dick Beek 6-2, 78' Ruud Geestman 7-2, 87' Oeki Hoekema 8-2, 89' Oeki Hoekema 9-2 |
| 16 augustus 1970 | GVAV – SC Gooiland            | 2 – 1 (1 – 1)              | 28' Frans Guns 1-0, 32' Marcel van der Lugt 1-1, 75' Theo Buijs 2-1 |
| 16 augustus 1970 | Holland Sport – RBC           | 4 – 0 (1 – 0)              | 41' Paul Roodnat 1-0, 56' Theo Valkenhoff 2-0, 62' Sjaak Roggeveen 3-0, 83' Sjaak Roggeveen 4-0 |
| 16 augustus 1970 | HVC – PSV                     | 0 – 3 (0 – 0)              | 80' Willy van der Kuijlen 0-1, 87' Willy van der Kuijlen 0-2, 89' Johan Devrindt 0-3 |
| 16 augustus 1970 | MVV – Limburgia               | 2 – 2 n.v. (2 – 2) (2 – 0) | 10' Nico Mares 1-0, 15' Nico Mares 2-0, 70' Willy Coolen 2-1, 79' Willy Coolen 2-2 MVV wint na strafschoppen |
| 16 augustus 1970 | RCH – Blauw Wit               | 0 – 0 n.v.                 | RCH wint na strafschoppen |
| 16 augustus 1970 | Sparta – FC VVV               | 2 – 1 (1 – 0)              | 5' Nol Heijerman 1-0, 48' Don Burhenne 1-1, 58' Aad Koudijzer 2-1 |
| 16 augustus 1970 | SVV – Wageningen              | 2 – 1 (1 – 1)              | 37' Ton Vorstenbos 1-0, 40' Ger Meurs 1-1, 75' Leen Warnaar 2-1 |
| 16 augustus 1970 | Telstar – SC Drente           | 0 – 2 (0 – 1)              | 10' Bert Bosman 0-1, 88' Hans Ludwig 0-2 |
| 16 augustus 1970 | FC Twente '65 – Hermes DVS    | 7 – 0 (3 – 0)              | 4' René Notten 1-0, 5' Theo Pahlplatz 2-0, 26, Theo Pahlplatz 3-0, 55' René van de Kerkhof 4-0, 57' Theo Pahlplatz 5-0, 76' Theo Pahlplatz 6-0, 80' Issy ten Donkelaar 7-0                                                                     |
| 16 augustus 1970 | FC Utrecht – Eindhoven        | 3 – 1 (1 – 1)              | 7' Tonnie Nieuwenhuys 1-0, 44' Jan van Dorst 1-1, 51' Marco Cabo 2-1, 72' Marco Cabo 3-1 |
| 16 augustus 1970 | Vitesse – ZFC                 | 1 – 1 n.v. (1 – 1) (0 – 0) | 62' Tjeerd Koopman 0-1, 69' Ben Werts 1-1 Vitesse wint na strafschoppen |
| 16 augustus 1970 | De Volewijckers – ADO         | 1 – 3 (0 – 2)              | 11' Joop Korevaar 0-1, 43' Lex Schoenmaker 0-2, 53' Wietze Couperus 0-3, 58' Co Stout 1-3 |
| 16 augustus 1970 | Willem II – PEC               | 1 – 0 (0 – 0)              | 85' Harrie Hilverts 1-0 |

Ajax als bekerhouder vrijgeloot

## Tweede ronde
| Datum           | Wedstrijd               | Uitslag                    | Scoreverloop |
| --------------- | ----------------------- | -------------------------- | --- |
| 8 november 1970 | AZ '67 – SVV            | 2 – 2 n.v. (2 – 2) (1 – 1) | 6' Ton Vorstenbos 0-1, 12' Gerard Vredenburg 1-1, 47' Jan van Veen 2-1, 59' Jan van Veen (e.d.) 2-2 SVV wint na strafschoppen                                |
| 8 november 1970 | SC Cambuur – Willem II  | 4 – 2 (1 – 0)              | 5' Henk de Groot 1-0, 53' Gerrie de Jonge 2-0, 54' Gerard Lippold (pen) 3-0, 62' Bertus van den Oever (pen) 3-1, 88' Henny Weering 4-1, 90' Gerrit Laros 4-2 |
| 8 november 1970 | DWS – FC Utrecht        | 2 – 0 (2 – 0)              | 20' Karel Bonsink 1-0, 43' Klaas Nuninga 2-0 |
| 8 november 1970 | Excelsior – GVAV        | 1 – 2 n.v. (1 – 1) (1 – 1) | 19' Peter Eimers 0-1, 24' Gerrit den Butter 1-1, 115' Bjarne Jensen 1-2                                                                                      |
| 8 november 1970 | Go Ahead – ADO          | 0 – 1 (0 – 0)              | 65' Wietze Couperus 0-1 |
| 8 november 1970 | Heracles – Ajax         | 0 – 3 (0 – 2)              | 3' Johan Neeskens 0-1, 30' Johan Cruijff 0-2, 74' Dick van Dijk 0-3                                                                                          |
| 8 november 1970 | N.E.C. – Vitesse        | 2 – 0 (2 – 0)              | 25' Dimitri Davidović 1-0, 43' Jürgen Jendrossek 2-0 |
| 8 november 1970 | NOAD – FC Den Bosch '67 | 1 – 1 n.v. (1 – 1) (1 – 1) | 24' Wim Vissers 0-1, 33' Piet van Dijk 1-1 FC Den Bosch '67 wint na strafschoppen                                                                            |
| 8 november 1970 | PSV – Feijenoord        | 0 – 0 n.v.                 | Feijenoord wint na strafschoppen |
| 8 november 1970 | RCH – MVV               | 2 – 0 (1 – 0)              | 36' Jan Stoute 1-0, 83' Cornelis Meijer 2-0 |

Fortuna SC, Holland Sport, FC Twente '65, Haarlem, Sparta en SC Drente vrijgeloot

## Derde ronde
| Datum         | Wedstrijd               | Uitslag                    | Scoreverloop |
| ------------- | ----------------------- | -------------------------- | --- |
| 14 maart 1971 | Ajax – FC Den Bosch '67 | 4 – 0 (4 – 0)              | 23' Johan Cruijff 1-0, 28' Dick van Dijk 2-0, 32' Dick van Dijk 3-0, 42' Gerrie Mühren (pen) 4-0                                             |
| 14 maart 1971 | SC Cambuur – Feijenoord | 0 – 3 (0 – 2)              | 13' Dick Schneider 0-1, 37' Rob Theuns 0-2, 86' Franz Hasil (pen) 0-3                                                                        |
| 14 maart 1971 | SC Drente – RCH         | 0 – 1 n.v.                 | 112' Cornelis Meijer 0-1 |
| 14 maart 1971 | Fortuna SC – SVV        | 2 – 1 (0 – 0)              | 63' Jan Lauers 1-0, 70' Slobodan Dutina 1-1, 83' Jo Geyselaers 2-1                                                                           |
| 14 maart 1971 | GVAV – Holland Sport    | 2 – 1 (1 – 0)              | 32' Bjarne Jensen 1-0, 53' Bjarne Jensen 2-0, 70' Henk Cornelis (e.d.) 2-1                                                                   |
| 14 maart 1971 | Haarlem – ADO           | 0 – 1 (0 – 0)              | 51' Lex Schoenmaker 0-1 |
| 14 maart 1971 | N.E.C. – DWS            | 1 – 0 (1 – 0)              | 44' Theo de Jong 1-0 |
| 14 maart 1971 | Sparta – FC Twente '65  | 3 – 2 n.v. (2 – 2) (2 – 1) | 20' Jan Klijnjan (pen) 1-0, 29' Kick van der Vall (pen) 1-1, 45' Janusz Kowalik 2-1, 72' Kick van der Vall (pen) 2-2, 119' Hans Venneker 3-2 |

## Kwartfinales
| Datum        | Wedstrijd         | Uitslag                    | Scoreverloop |
| ------------ | ----------------- | -------------------------- | --- |
| 7 april 1971 | Feyenoord – Ajax  | 1 – 2 (1 – 0)              | 19' Wim Jansen 1-0, 70' Sjaak Swart 1-1, 88' Dick van Dijk 1-2                                                            |
| 7 april 1971 | Fortuna SC – GVAV | 2 – 1 n.v. (1 – 1) (0 – 0) | 68' John Gubbels 1-0, 78' Henk Cornelis 1-1, 112' Jo Geyselaers 2-1                                                       |
| 7 april 1971 | N.E.C. – ADO      | 1 – 0 (0 – 0)              | 66' Theo de Jong 1-0 |
| 7 april 1971 | RCH – Sparta      | 1 – 4 (0 – 2)              | 20' Jan Klijnjan 0-1, 39' Peter de Quant 0-2, 52' Jan Klijnjan (pen) 0-3, 54' Piet van den Berg 1-3, 73' Jan Klijnjan 1-4 |

## Halve finales
| Datum                                    | Wedstrijd           | Uitslag       | Scoreverloop |
| ---------------------------------------- | ------------------- | ------------- | --- |
| 21 april 1971 terrein Stadion Zuiderpark | Ajax – N.E.C.       | 2 – 0 (0 – 0) | 55' Gerrie Mühren (pen) 1-0, 90' Johan Cruijff 2-0                                                                                        |
| 21 april 1971 terrein Stadion De Vliert  | Sparta – Fortuna SC | 4 – 1 (2 – 1) | 10' John Gubbels 0-1, 11' Jan Klijnjan (pen) 1-1, 37' Jørgen Kristensen 2-1, 63' Henk (Charly) Bosveld 3-1, 64' Henk (Charly) Bosveld 4-1 |

## Finale
|                              |                                     |                      |                        |                                                                                   |
| 5 mei 1971 Finale KNVB Beker | Sparta                              | 2 – 2 (0 – 1, 2 – 2) | Ajax                   | Stadion Feijenoord, Rotterdam Toeschouwers: 63.000 Scheidsrechter: Lau van Ravens |
| 5 mei 1971 Finale KNVB Beker | Janusz Kowalik 39' Dries Visser 74' |                      | 62', 81' Johan Cruijff | Stadion Feijenoord, Rotterdam Toeschouwers: 63.000 Scheidsrechter: Lau van Ravens |

| Sparta        |  |                   |                           |
|               |  |                   |                           |
| DM            |  | Pim Doesburg      |                           |
|               |  | Hans Venneker     |                           |
|               |  | Gerrie ter Horst  |                           |
|               |  | Hans Eijkenbroek  |                           |
|               |  | Dries Visser      |                           |
|               |  | Jan van der Veen  |                           |
|               |  | Stef Walbeek      |                           |
|               |  | Nol Heijerman     |                           |
|               |  | Janusz Kowalik    | Werd van het veld gehaald |
|               |  | Jan Klijnjan      |                           |
|               |  | Jørgen Kristensen |                           |
| Wisselspeler: |  |                   |                           |
|               |  | Peter de Quant    | Werd in het veld gebracht |
| Trainer:      |  |                   |                           |
| Georg Keßler  |  |                   |                           |

| Ajax           |  |                   |                           |
|                |  |                   |                           |
| DM             |  | Heinz Stuy        |                           |
|                |  | Wim Suurbier      |                           |
|                |  | Barry Hulshoff    |                           |
|                |  | Velibor Vasović   |                           |
|                |  | Johan Neeskens    | Werd van het veld gehaald |
|                |  | Gerrie Mühren     | Werd van het veld gehaald |
|                |  | Nico Rijnders     |                           |
|                |  | Sjaak Swart       |                           |
|                |  | Dick van Dijk     |                           |
|                |  | Johan Cruijff     |                           |
|                |  | Piet Keizer       |                           |
| Wisselspelers: |  |                   |                           |
|                |  | Ruud Suurendonk   | Werd in het veld gebracht |
|                |  | Horst Blankenburg | Werd in het veld gebracht |
| Trainer:       |  |                   |                           |
| Rinus Michels  |  |                   |                           |

|                               |                                            |               |                  |                                                                                  |
| 20 mei 1971 Finale KNVB Beker | Ajax                                       | 2 – 1 (1 – 0) | Sparta           | Olympisch Stadion, Amsterdam Toeschouwers: 65.000 Scheidsrechter: Lau van Ravens |
| 20 mei 1971 Finale KNVB Beker | Gerrie Mühren 4' (pen.) Johan Neeskens 52' |               | 47' Stef Walbeek | Olympisch Stadion, Amsterdam Toeschouwers: 65.000 Scheidsrechter: Lau van Ravens |

| Ajax          |  |                   |
|               |  |                   |
| DM            |  | Heinz Stuy        |
|               |  | Wim Suurbier      |
|               |  | Barry Hulshoff    |
|               |  | Velibor Vasović   |
|               |  | Horst Blankenburg |
|               |  | Nico Rijnders     |
|               |  | Johan Neeskens    |
|               |  | Gerrie Mühren     |
|               |  | Sjaak Swart       |
|               |  | Johan Cruijff     |
|               |  | Piet Keizer       |
| Trainer:      |  |                   |
| Rinus Michels |  |                   |

| Sparta        |  |                    |                           |
|               |  |                    |                           |
| DM            |  | Pim Doesburg       |                           |
|               |  | Hans Venneker      |                           |
|               |  | Gerrie ter Horst   |                           |
|               |  | Hans Eijkenbroek   |                           |
|               |  | Dries Visser       |                           |
|               |  | Jan van der Veen   | Werd van het veld gehaald |
|               |  | Stef Walbeek       |                           |
|               |  | Nol Heijerman      |                           |
|               |  | Janusz Kowalik     |                           |
|               |  | Jan Klijnjan       |                           |
|               |  | Jørgen Kristensen  |                           |
| Wisselspeler: |  |                    |                           |
|               |  | Arie van der Sluis | Werd in het veld gebracht |
| Trainer:      |  |                    |                           |
| Georg Keßler  |  |                    |                           |

| KNVB Beker 1970/71 |
| ------------------ |
| Ajax Zesde titel   |